# Károly Bartha
Károly Bartha, né le 4 novembre 1907 à Budapest et mort le 4 février 1991 à Boston, est un nageur hongrois spécialiste des épreuves de dos.

## Palmarès

### Jeux olympiques
- Jeux olympiques de 1924 à Paris (France) :
  -  Médaille de bronze du 100 m dos[1].

### Championnats d'Europe
- Championnats d'Europe 1926 à Budapest (Hongrie) :
  -  Médaille d'argent du 100 m dos.